# Dolce far niente
Dolce far niente este un film dramatic din 1998 scris și regizat de Nae Caranfil, o coproducție România, Italia, Franța și Belgia. Pentru scenariu, Caranfil a luat ca model literar romanul 9 zile la Terracina (La comédie de Terracina) de Frédéric Vitoux. Producător Antoine de Clermont-Tonnerre. Rolurile principale au fost interpretate de actorii Giancarlo Giannini, François Cluzet , Pierfrancesco Favino. Muzica de Nicola Piovani, înregistrată cu o orchestră simfonică adusă în studio.

## Prezentare
Drama are loc în Italia la începutul secolului al 19-lea, în perioada de după Congresul de la Viena, și povestește despre experiențele unui tânăr scriitor care este modelat după scriitorul francez Stendhal.
În călătoria sa de doi ani prin Italia, francezul Henri Beyle (mai târziu cunoscut sub numele de Stendhal) este forțat să se oprească într-un orășel numit Terracina. Călătoria sa ulterioară la Napoli este zădărnicită de luptele dintre rebelii italieni și trupele austriece.
Beyle locuiește o perioadă la contele Nencini și este implicat în cabala din castel. Văduva Joséphina, pe care el însuși o dorește, este interesată doar de conte. Se dezvoltă o relație intimă între contesă și compozitorul Rossini, care este, de asemenea, invitat. După ce contele a dispărut în munți pentru a se întâlni cu insurgenții care se revoltă împotriva ocupanților austrieci, relația complicată se destramă.

## Distribuție
Distribuția filmului este alcătuită din:
- Giancarlo Giannini — Contele Nencini
- François Cluzet — Stendhal
- Pierfrancesco Favino — Giaccomo Rossini
- Margherita Buy — Contesa Gabriella Nencini
- Gianni Fantoni — impresarul lui Rossini
- Isabella Ferrari — văduva Joséphina
- Teresa Saponangelo — Rosa

## Festivaluri, premii
- 1998 - Namur - Premiul pentru cel mai bun scenariu[4]